# ケット・シー
ケット・シー (Cait Sith)は、アイルランドの伝説に登場する妖精猫のこと（ケット＝猫、シー＝妖精）。またハイランド（スコットランドの高原）やノルウェーなど欧州他地域にも伝承がある。

## 概要
犬の妖精クー・シーが妖精の家畜として外見以外は通常の犬に近い性質を持つのに対して、ケット・シーは人語をしゃべり二本足で歩く上どうやら王制を布いて生活しているらしいことがわかる。また二カ国の言葉を操る者も居て高等な教育水準だということが窺える。
普通、犬くらいの大きさがある黒猫で胸に大きな白い模様があると描写されるが、絵本などの挿絵では虎猫や白猫、ぶち猫など様々な姿で描かれる。

## 民話：猫の王様
1人の農民が満月の夜帰宅の途に着いていた。
村境のある橋の上に猫が集まっていたので好奇心からこっそり様子をうかがってみたところ、猫たちが葬式のような行事を行い人間の言葉でしゃべっているのに仰天する。
猫たちは「猫の王様が死んだ」と意味不明な話を交わした後一匹残らずどこかへ逃げ去ってしまった。
不思議な気持ちを抑えきれず翌日妻にその話をしていたところ、暖炉のそばで眠り込んでいた愛猫が飛び起きた。
「何だって!?それならぼくが次の王様だ!!」
猫は叫ぶと煙突から風のように外に飛び出して行き、二度と帰ってはこなかった。
男が墓掘り番人で当日の夜に妻にその話をするとされることや、猫達から知らない人物(愛猫のケット・シーとしての名前)への伝言を頼まれたので相談したとされることもある。